# Municipio de Paso del Macho
El municipio de Paso del Macho es un municipio de la zona centro ubicado en la región de las Altas Montañas siendo el límite con la región de las llanuras del Sotavento, anteriormente fue el primer municipio donde comenzaba esta región del Estado donde comienza la región de Veracruz, México. Su cabecera es la localidad de Paso del Macho.

## Escudo
El emblema municipal tiene forma de escudo de la Edad Media, con fondo azul cielo dividido en cuatro campos:
1. En la parte superior izquierda se encuentra la imagen de un Macho (acémila) del que proviene el nombre del municipio.
2. En la parte superior derecha, la industria determinante, el ingenio central progreso que es la base de la economía del municipio.
3. En la parte inferior izquierda, se encuentra un puño que significa la unión y la fuerza de sus habitantes.
4. En la parte inferior derecha, con follaje, se encuentra el monumento histórico conocido como «El Fuerte», y el puente de Paso del Macho, sobre el río del mismo nombre, principal vía de comunicación desde la creación de este pueblo a la fecha.

Estos campos están conformados por las letras «Paso del Macho, Veracruz», en su contorno iniciando de arriba hacia abajo y de izquierda a derecha. En la parte superior del contorno la fecha «9 de octubre de 1884». Dicho contorno es de color amarillo canario, coronando el escudo una mazorca de maíz estilizada del mismo tono amarillo y sobre ésta, un listón en color azul cielo.
El escudo se encuentra enmarcado en su perímetro por motivos churriguerescos de color rojo cardenal, símbolo del compromiso con la historia.

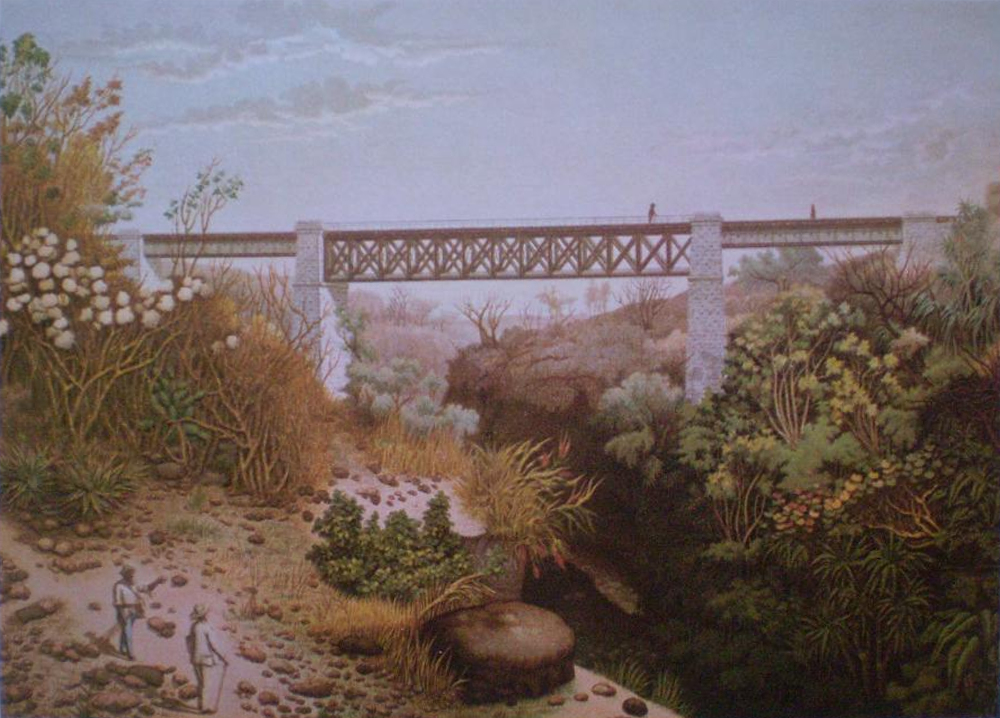
Puente de Paso del Macho. Pintura de Casimiro Castro, del «Álbum del Ferrocarril Mexicano», publicado por Víctor Debray en 1877.

## Límites
El municipio se localiza en las coordenadas 18°58′N 96°43′O / 18.967, -96.717.
Posee una extensión territorial de 323.26 km², que representa un 0.44 % del total estatal y cuenta como límites al:
- Norte: los municipios de Zentla y Camarón de Tejeda.
- Sur: los municipios de Cuitláhuac y Carrillo Puerto.
- Este: los municipios de Cotaxtla y Soledad de Doblado.
- Oeste: los municipios de Atoyac y Tepatlaxco.

## Historia
El poblado comienza a desarrollarse sobre el viejo camino de Veracruz a Córdoba.
Por Decreto, el 9 de octubre de 1889 se convierte en pueblo con el nombre de Paso del Macho, y en 1903 se eleva a la categoría de «villa».
El Decreto de 5 de julio de 1927, establece que la denominación del pueblo de Paso del Macho, sea Villa Jara. Por Decreto de 15 de diciembre de 1941, el municipio vuelve a llamarse Paso del Macho.

## Gobierno

### Principales localidades
Las comunidades más importantes, atendiendo a su población son:
- Paso del Macho, que cuenta con 14 582 habitantes;
- Mata Naranjo, que cuenta con 980 habitantes;
- Mata de Varas, que cuenta con 545 habitantes;
- Ingenio Central Progreso, que cuenta con 492 habitantes y se encuentra en el ejido Mata del gallo;
- Ejido Paso Mulato, que cuenta con 1200 habitantes.

El Cedro, perteneciente al municipio de Paso del macho, cuenta con una población de 47 habitantes, su fiesta patronal es en honor a san Agustín el día 28 de agosto.

### Caracterización del Ayuntamiento
- Ayuntamiento 1998-2000.
- Presidente municipal.
- Síndico único de mayoría relativa.
- 2 regidores de mayoría relativa.
- 2 regidores de representación proporcional.

### Presidentes municipales
| Presidente municipal              | Periodo   | Partido |
| --------------------------------- | --------- | ------- |
| Valerio Hernández                 | 1906-1908 |         |
| Guadalupe Maus                    | 1908-1914 |         |
| Gobierno Acéfalo                  | 1914-1916 |         |
| Francisco Batres                  | 1916-1917 |         |
| Felipe Amador Loyo                | 1919      |         |
| Severio Cancino                   | 1919      |         |
| Antonio Molina Calderón           | 1920-1921 |         |
| Celso González                    | 1921      |         |
| Isauro Sánchez Alvarado           | 1922-1923 |         |
| José Rodríguez González           | 1924-1925 |         |
| Florencio Pedreguera              | 1926-1927 |         |
| José Sánchez Loyo                 | 1927      |         |
| Ruperto Márquez González          | 1927      |         |
| Ricardo Alonso Aponte             | 1928-1929 |         |
| Antonio Berlín López              | 1930-1931 |         |
| Marcos Nava                       | 1932-1933 |         |
| Manuel Guzmán                     | 1933      |         |
| Metodio Rosales González          | 1934-1935 |         |
| Ricardo Alonso Aponte             | 1936-1937 |         |
| Cecilio Sánchez Calderón          | 1937      |         |
| José Blanco Mier                  | 1938-1939 |         |
| Carlos Lucio Baeza                | 1940-1941 |         |
| Herminio Acosta                   | 1942-1943 |         |
| Raúl Bazan                        | 1943      |         |
| Epifanio García A.                | 1944-1946 |         |
| Antonio Amaro Martínez            | 1947-1949 |         |
| Taurino Ruiz Cornejo              | 1950-1951 |         |
| Cesario Vega López                | 1953-1955 |         |
| Miguel Escárcega                  | 1955      |         |
| Rubén Fernández Tejeda            | 1956-1958 |         |
| Eufemio Peralta Martínez          | 1959-1961 |         |
| Félix Pérez Castillo              | 1962-1964 |         |
| Sergio Guzmán Bonilla             | 1965-1967 |         |
| Gustavo Hernández Lara            | 1968-1970 |         |
| Antonio Gasperin Solís            | 1970-1973 |         |
| Ramón Pérez Bonilla               | 1973-1975 |         |
| José Guadalupe Brenis Pérez       | 1976-1979 |         |
| Rigoberto Pedro Vázquez Alvarado  | 1980-1982 |         |
| Miguel Borbolla García            | 1983-1985 |         |
| Abel Chávez Fernández             | 1986-1988 |         |
| Leandro Miguel Vázquez Alvarado   | 1989-1991 |         |
| Emilio Coria Zarrabal             | 1992-1994 |         |
| Guillermo Velásquez Peralta       | 1995-1997 |         |
| Bonifacio Fernández Pulido        | 1998-2000 |         |
| Rafael Pacheco Molina             | 2018-2010 |         |
| Josafath González Gamboa          | 2011-2013 |         |
| Rafael Pacheco Molina             | 2014-2017 |         |
| Fernando León Trejo               | 2018-2021 |         |
| Blanca Estela Hernández Rodríguez | 2022-     |         |

### Autoridades auxiliares
Los Ayuntamientos, para eficientizar su administración y servicios en los distintos puntos del territorio municipal, se apoyan de las autoridades auxiliares, entre las que se consideran los delegados, subdelegados, jefes de sector, jefes de manzana e inclusive los agentes municipales. Los dos primeros cargos son propuestos en reunión de Cabildo, los jefes de sector y de manzana son electos conforme a sus respectivos reglamentos; y los agentes municipales, de acuerdo con el artículo 60 de la Ley Orgánica del Municipio Libre son electos mediante procedimientos preparados por los ayuntamientos, sancionados por la Legislatura del Estado. Los procedimientos son: auscultación, plebiscito y el voto secreto.

### Regionalización política
El municipio corresponde al 13 Distrito Electoral Federal (cabecera: Huatusco) y al XIX Distrito Electoral Local (cabecera: La Antigua).

### Reglamentación municipal
- Bando de policía y buen gobierno.
- Reglamento municipal de seguridad pública.
- Reglamento Interno de la administración pública.
- Reglamento de jefes de manzana.
- Reglamento municipal del equilibrio ecológico y protección al ambiente.
- Reglamento municipal de saneamiento y limpia pública.

## Medios físicos
Su distancia al sursudeste de la capital del estado es de 70 km.

### Clima
Su clima es cálido-seco-regular, con una temperatura media anual de 25.5 °C; lluvias abundantes en verano y principios de otoño, con menor intensidad en invierno. Su precipitación media anual es de 877 mm.

### Orografía
El municipio se encuentra ubicado en la zona central del estado, su suelo presenta algunas irregularidades sin importancia.
Este municipio pertenece aún a las llanuras de sotavento y no a las grandes montañas como muchos dicen.

### Hidrografía
Se encuentra regado por el río Jamapa y los arroyos Paso Mojarra y Paso del Macho, que son tributarios del río Atoyac, que a su vez descarga en el río Cotaxtla.

### Principales ecosistemas
Los ecosistemas que coexisten en el municipio son el de bosque mediano bajo subtropical perennifolio, con caoba y pucté, donde se desarrolla una fauna compuesta por poblaciones de conejos, armadillos, tuzas, tlacuaches y serpientes como nauyacas y mazacuatas.

### Recursos naturales
El recurso forestal principal del municipio es el bosque mediano subtropical con especies como la caoba y pucté.

### Características y uso del suelo
Su suelo es de tipo Phaeozem, se caracteriza por tener una capa superficial oscura, con tonalidad negra y poca susceptibilidad a la erosión. Se utiliza en un porcentaje mayor al 50 % en agricultura y ganadería.

## Demografía

### Grupos étnicos
Existen en el municipio 145 hablantes de lenguas indígenas, 94 hombres y 51 mujeres, que representan el 0.63 % de la población municipal. La principal lengua indígena es el náhuatl.

### Evolución demográfica
Hasta el año 1995, el municipio tenía una población de 25 245 habitantes; ese mismo año reporta 715 nacimientos y 130 defunciones. En 1996 se estimó que tenía una población de 26 299 habitantes. De acuerdo con los resultados preliminares del censo del año 2000, la población en el municipio es de 26 540 habitantes, 13 164 hombres y 13 376 mujeres.

### Religión
Tiene una población total mayor de 5 años de 19 774, que se encuentra dividida entre las siguientes religiones: católica 18 219, evangélica 989, otras 77 y ninguna 380.

## Infraestructura social y de comunicaciones

### Educación
La educación básica es impartida por 31 planteles de preescolar, 63 de primaria y 4 de secundaria. Además, cuenta con una institución que brinda el bachillerato.
También cuenta con 2 Tebaev, uno en la comunidad de San José Balsa Camarón (La Colmena) y otro en la comunidad de Cerro Azul.

### Salud
En este municipio la atención de servicios médicos es proporcionada por las unidades médicas siguientes: cinco de la Secretaría de Salud, dos del IMSS, una del ISSSTE.
Cabe señalar que en esta municipalidad se prestan los servicios de consulta externa.

### Abasto
El municipio satisface sus necesidades de abasto mediante un mercado público, once tiendas DICONSA y dos rastros. Además de tiendas particulares con gran variedad de artículos.

### Cultura
El municipio de Paso Del Macho ha visto nacer artistas como Cristóbal Hernández González, quien fue uno de los pintores  que trabajó con el maestro Teodoro Cano en la restauración del mural de la ESBAO, y posteriormente en la realización de un mural en el CBTIS de Poza rica, otra obra también del maestro Teodoro Cano.

### Deporte
El fomento deportivo para su práctica y desarrollo cuenta con una cancha de usos múltiples. Este servicio es proporcionado por el Instituto Veracruzano del Deporte. El deporte popular de mayor afición es el béisbol, una de las canchas más grandes del municipio es el cuadro de pelota ubicado en la colonia deportiva.

### Vivienda
Acorde a los resultados preliminares del censo del año 2000, se encontraron edificadas en el municipio 5776 viviendas, con un promedio de ocupantes por vivienda de 4.59, la mayoría son propias y de tipo fija, los materiales utilizados principalmente para su construcción son el cemento, el tabique, el ladrillo, la madera, la lámina. Así como también se utilizan materiales propios de la región como la teja.

### Medios de comunicación
El municipio recibe la señal de estaciones radiodifusoras de AM y FM, también se recibe la señal de televisión. Así mismo circulan medios impresos.
En este año Paso del Macho inició sus transmisiones de radio por la estación 94.5 Diversidad de FM. la cual ha generado grandes cambios en la cultura del pueblo. Sin embargo, esta estación fue cerrada porque al parecer operaba de manera clandestina al no tener los permisos pertinentes por parte de la CIRT.
Se cuenta con servicio telefónico por marcación automática en la cabecera y en nueve localidades, así como con telefonía celular; además dos oficinas postales y una de telégrafos.

### Vías de comunicación
El municipio cuenta con infraestructura de vías de comunicación conformada por 30.5 km de carretera.
El gobierno federal dio recursos, anticipos para rehabilitar y restaurar uno de los puentes de esta localidad localizado en el km 9+700 y no se ha realizado ningún avance. Los habitantes aún esperan los resultados de este puente.

## Actividad económica

### Principales sectores, productos y servicios
Agricultura
El municipio cuenta con una superficie total de 34 074.990 ha, de las que se siembran 21 273.349 ha, en las 1919 unidades de producción. Los principales productos agrícolas en el municipio y la superficie que se cosecha en hectáreas es la siguiente: maíz temporal 1422, fríjol 50, caña de azúcar 10 885, café 346, mango 38. En el municipio existen 775 unidades de producción rural con actividad forestal, de las que 53 se dedican a productos maderables.
Ganadería
Tiene una superficie de 5305 ha (hectáreas) dedicadas a la ganadería, en donde se ubican 1482 unidades de producción rural con actividad de cría y explotación de animales.
Cuenta con 2908 cabezas de ganado bovino de doble propósito, además de la cría de ganado porcino y equino. Las granjas avícolas y apícolas tienen cierta importancia.
Industria
En el municipio se han establecido industrias entre las cuales encontramos tres grandes. Destacando la industria del ingenio azucarero.
Comercio
Su comercio está representado principalmente por tiendas de abarrotes, ferreterías, farmacias, carnicerías, expendios de materiales para la construcción, entre otros.
Servicios
En el municipio se brinda el servicio de varios restaurantes.

## Atractivos culturales y turísticos

### Monumentos históricos
Algunos de sus sitios atractivos son:
1. El Fuerte de Paso del Macho: antigua construcción del siglo XIX, símbolo emblemático del municipio.
2. Palacio Municipal: edificio de estilo porfiriano.

### Fiestas populares
- En 2001 se inició en Paso del Macho, en el marco de la celebración del aniversario del municipio libre, el primer festival cultural, teniendo una semana de duración en que participan diferentes exponentes culturales y artísticos, tanto del municipio como de otras regiones del estado e incluso participantes de otras naciones. Para el año 2011 se celebró la octava edición de dicho festival.
- El 12 de diciembre se lleva a cabo la celebración en honor a la Virgen de Guadalupe patrona de Paso del Macho. Dicha fiesta inicia desde el primero de diciembre con peregrinaciones, acompañadas de coloridas y alegras danzas, donde niños y adultos participan. Culminando el 12 del mes con una gran peregrinación y danzas, por su parte el pueblo cierra algunas de sus calles para la venta de antojitos típicos del lugar, lo que complementa la fiesta.
- En la estación de primavera se realiza la feria de la caña.
- El 11 de noviembre se realizan misas en honor de San Martín, patrono del municipio de Tepatlaxco. Sin embargo en publicaciones oficiales se tiende a confundir a que municipio realmente pertenece dicho santo, quizás por las misas celebradas en Paso del Macho.

### Gastronomía
El platillo representativo del municipio son los langostinos al mojo de ajo. Otros platillos de la región son las picadas y el mole, además de los tamales de elote y de masa, los pambazos, los chiles rellenos, la panadería es importante para la dieta del pasomachense.

## Parroquia de Paso del Macho
Parroquia Santa María de Guadalupe, Paso del Macho, es una iglesia parroquial ubicada en la cabecera municipal de Paso del Macho, es un templo religioso católico, dedicado a Nuestra Señora de Guadalupe y pertenece a la diócesis de Córdoba. Es una construcción concluida  en los años 80.